# Alex Vanhee
Alex Vanhee (Poperinge, 13 maart 1965) is een Belgisch popfotograaf. Hij fotografeerde de afgelopen 20 jaar vrijwel de hele Belgische rockscene en vele buitenlandse artiesten.

## Stijl
In zijn werk probeert Vanhee de artiesten uit hun standaard pose te halen: "Het mooiste compliment dat ik ooit heb gekregen, kwam van Bart Peeters. Die zei dat je op mijn foto's wel kon zien dat sterren eigenlijk ook maar gewone mensen zijn".

## Biografie
Vanhee studeerde in 1986 als grafisch vormgever af aan het Hoger Instituut voor Grafisch Onderwijs in Gent. Vanaf 1992 is hij concertfotograaf voor het dagblad de Morgen.
In 2003 won hij de affichewedstrijd van de Gentse Feesten met een foto van Buena Vista Social Club-ster Omara Portuondo.
In 2004 publiceerde hij zijn eerste boek 'Heroes' waarin Belgische muzikanten eer bewijzen aan hun helden en inspiratiebronnen.
In 2011 werd naar aanleiding van zijn twintigjarige carrière een reizende tentoonstelling georganiseerd met een overzicht van 20 jaar pop- en rockfotografie.